# Duy thức tam thập tụng
Duy thức tam thập tụng (zh. 唯識三十頌, sa. triṁśikā-vijñaptimātratāsiddhi-kārikā) là một trước tác của Thế Thân (sa. Vasubandhu, zh. 世親).
Trong tác phẩm "Thành Duy Thức Luận" (成唯識論), Huyền Trang đã dịch phần kệ tụng sang chữ Hán.
Như tên của luận, nội dung chỉ dựa vào khoảng 30 câu tụng mà trình bày xuất sắc giáo lý của Duy thức tông. Đây là trước tác sau cùng trong những năm cuối đời của ngài Thế Thân. Tác phẩm tuy có hình thức là những câu kệ đơn giản nhưng được xem là tập đại thành của tư tưởng Duy Thức, gây ảnh hưởng rất lớn đến hậu thế. Khác với "Duy thức nhị thập luận", Thế Thân đã không tự chú tác phẩm này, nhưng sau khi ngài nhập diệt thì hậu nhân tranh nhau thêm thắt chú giải. Trong các bản chú giải, bản của An Huệ (sa. Sthiramati, zh. 安慧) rất nổi tiếng, và còn lại nguyên điển Phạn ngữ.